# Torsåker
Torsåker – miejscowość (tätort) w Szwecji, w regionie administracyjnym (län) Gävleborg, w gminie Hofors.
Według danych Szwedzkiego Urzędu Statystycznego liczba ludności wyniosła: 848 (31 grudnia 2015), 894 (31 grudnia 2018) i 892 (31 grudnia 2019).